# Петропавловское сельское поселение (Иркутская область)
Петропавловское муниципальное образование — муниципальное образование со статусом сельского поселения в 
Киренском районе Иркутской области России. Административный центр — поселок Петропавловское.

## Демография
По результатам Всероссийской переписи населения 2010 года 
численность населения муниципального образования составила 434 человека, в том числе 216 мужчин и 218 женщин.

## Населённые пункты
В состав муниципального образования входят населённые пункты
- Петропавловское
- Золотой
- Орлова
- Сполошино[2]